# العوينة المركز (آيت وعيان)
العوينة المركز هو دُوَّار يقع بجماعة عوينة يغمان، إقليم آسا الزاك، جهة كلميم واد نون في المملكة المغربية. ينتمي الدوّار لمشيخة آيت وعيان التي تضم 10 دواوير. يقدر عدد سكانه بـ 329 نسمة حسب الإحصاء الرسمي للسكان والسكنى لسنة 2004.

## روابط خارجية
- البوابة الوطنية للجماعات الترابية
- المندوبية السامية للتخطيط